# Hylaeus formosus
Hylaeus formosus är en biart som beskrevs av Karl V. Krombein 1953.
Hylaeus formosus ingår i släktet citronbin och familjen korttungebin. Inga underarter finns listade i Catalogue of Life.